# Hadromastix
Hadromastix is een kevergeslacht uit de familie van de boktorren (Cerambycidae). De wetenschappelijke naam van het geslacht werd voor het eerst geldig gepubliceerd in 1922 door Schmidt.

## Soorten
Hadromastix omvat de volgende soorten:
- Hadromastix glaber Fuchs, 1971
- Hadromastix ruficrus (Gerstaecker, 1855)
- Hadromastix somalicus Müller, 1941